# Mulga zwyczajna
Mulga zwyczajna, czarnica brunatna (Pseudechis australis) – gatunek węża z rodziny zdradnicowatych (Elapidae). Jeden z najdłuższych węży jadowitych świata i drugi po tajpanie nadbrzeżnym najdłuższy wąż jadowity występujący w Australii.
Mulgi zwykle osiągają od 2,5 m do 3 m długości. Charakteryzują się krępą budową ciała i szeroką głową. W zależności od miejsca występowania ich skóra może być jasnobrązowa z miedzianym odcieniem w rejonach pustynnych do ciemnobrązowej lub czarnej w chłodniejszych regionach Queenslandu, Australii Południowej i Nowej Południowej Walii.
Siedliskiem mulg są łąki, wrzosowiska, pustynie i otwarte lasy.
Polują głównie na inne małe gady: jaszczurki i węże, oraz niektóre ptaki, ssaki i żaby.
Samica składa od 8 do 20 jaj w opuszczonej norze, pod zwalonym drzewem lub pod kamieniem. Inkubacja trwa od 2 do 3 miesięcy. Młode po wykluciu mogą liczyć tylko na siebie.
Występuje w całej Australii z wyjątkiem wschodnich i południowych obszarów przybrzeżnych.